# Château d’Auvernier

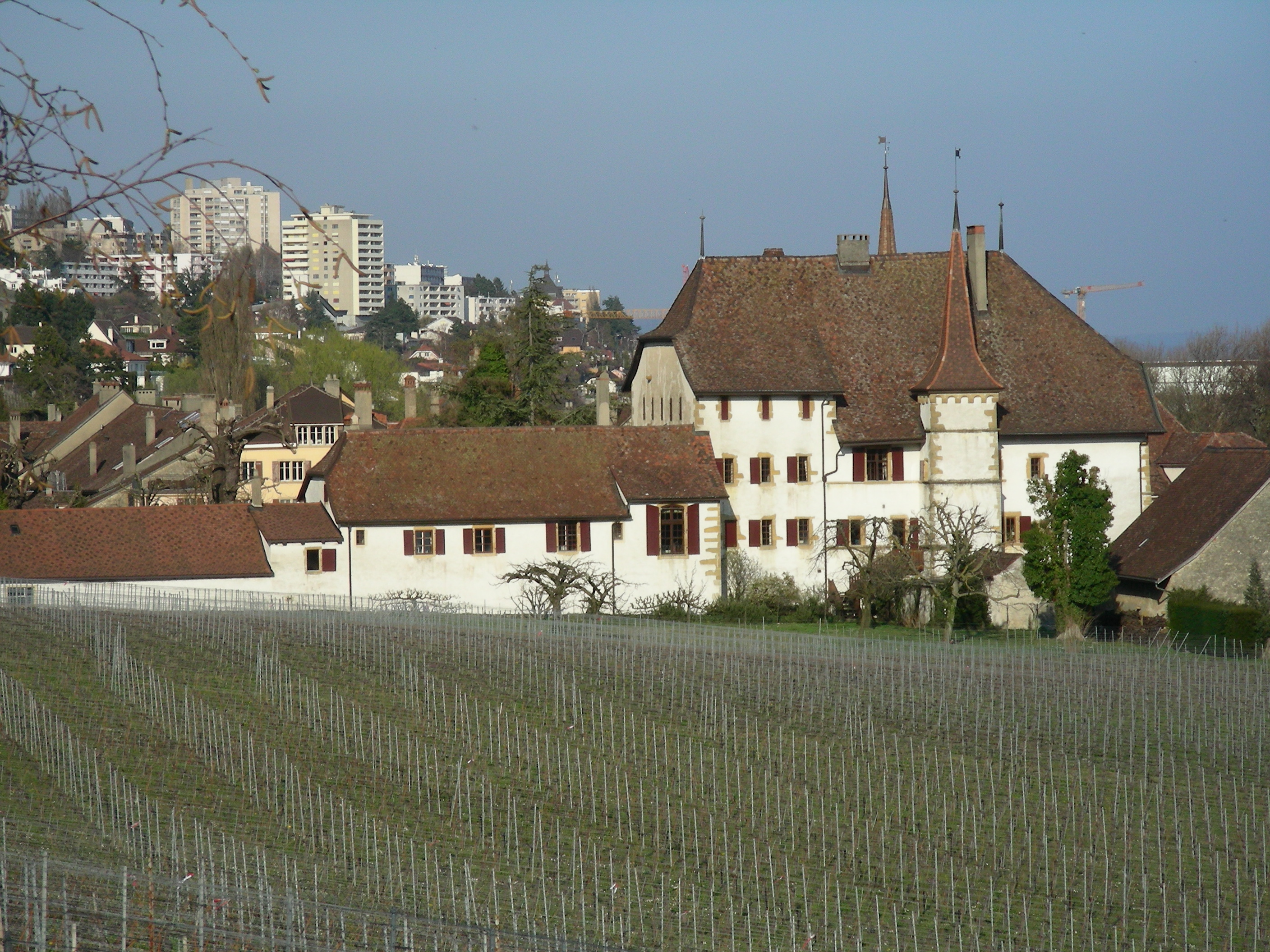
Виноградники замку Оверньє

Підвали замку Оверньє або Печери дю Шато Оверньє швейцарський виноробний завод, який вирощує виноград на території приблизно 40 гектарів та виробляє понад 10 видів вин. 

## Основні факти:[2]
- Винний завод " Замок Оверньє" є одним із найстаріших у Швейцарії та є сімейним бізнесом від заснування у 1603 році.
- Місцевий виноград Шардоне найкращої якості для виробництва білого вина .
- Основним джерелом виробництва червоного вина є виноградний сорт Піно нуар .

## Сорти

### Виноград (білий)
- Шардоне (Clävner)
- Шасла (Фендан, Перлян, Гютедель)
- Піно Грі (Мальвуази, Грауер Бургундер, Руландер, Токайер)
- Совіньон Блан

### Виноград (красный)
- Гамаре
- Гарануар
- Піно Нуар (Блаубургундер, Клевнер)[3]